# Natchez (llengua)
El natchez és la llengua ancestral dels natchez que històricament habitaren Mississipi i Louisiana, i que actualment viuen entre els creek i cherokees a Oklahoma. Es considera que aquesta llengua no està relacionada amb altres llengües ameríndies o llunyanament relacionada amb les llengües muskogi.
La fonologia de la llengua natchez és atípica en tenir distinció expressant en les seves sonorants, però no en les seves obstruents; també ofereix un gran nombre de processos morfofonèmics. Morfològicament, té una inflexió verbal complexa i una inflexió nominal relativament simple (cas ergatiu marcat en els substantius a les clàusules transitives), i la seva sintaxi es caracteritza per alineació activa-estativa i ordre de les paraules Subjecte -objecte-verb (o més exactament agent-objecte-verb i subjecte-verb). Els narradors natchez utilitzaven un registre específic, "discurs caníbal", quan personificaveb un personatge recurrent en la literatura oral natchez
El cacicatge natchez va ser destruït en la dècada de 1730 pels francesos, i els parlants de natchez es va refugiar entre els seus veïns, i els van acompanyar quan van ser finalment portats a Oklahoma al Camí de les Llàgrimes. Aquesta història significava que els parlants natchez eren sovint multilingües en creek, cherokee, natchez i anglès, a poc a poc la llengua acabà en perill d'extinció, i ara es considera extinta, malgrat els esforços de revitalització. El que se sap de la llengua prové principalment dels seus últims parlants fluids, Watt Sam i Nancy Raven, qui treballaren amb la linguista Mary R. Haas en la dècada de 1930. La nació natchez treballa actualment per reviure-la com a llengua parlada. A partir de 2011 els lingüistes de camp de la comunitat estaven sent entrenats en tècniques de documentació i sis membres de la tribu Natchez d'Oklahoma ara parlen la llengua, dels prop de 10.000.

## Classificació
| Creek           | fayhn-      | "fluir"     |
| Koasati         | ho-fahna    | "fluir"     |
| Proto-Muskogi   | * xʷaxna    |             |
| Natchez         | waːn̥-haːʔiʃ | "desbordar" |
| Pre-Natchez     | * wanxa     |             |
| Natchez-Muskogi | * xʷanaxa   | "fluir"     |

La llengua natchez és considerada generalment una llengua aïllada. Mary R. Haas estudià la llengua amb Sam i Raven en la dècada de 1930, va postular que el natchez era parent llunyà de les llengües muskogi, una hipòtesi també acceptada per Geoffrey Kimball, i inicialment proposada per J. R. Swanton en 1924.
En 1941 Haas també proposà agrupar el natchez amb les llengües atakapa, chitimacha, i tunica en la família lingüística anomenada Golf. Aquesta proposta no ha estat àmpliament acceptada en l'actualitat pels lingüistes.
Kimball (2005:402) presenta una proposta de cognats segons la Taula 1 com un exemple de la relació entre les llengües natchez i muskogi.

## Història
Els natchez van viure històricament a la vall del Baix Mississipi. Es considera que els avantpassats dels natchez són la cultura Plaquemine, el que fa els natchez l'últim grup supervivent de la cultura del Mississipi d'aquesta zona. Els primers esments en fonts històriques provenen dels francesos que van colonitzar la vall del Mississipi al voltant de 1700, quan els natchez se centraven al voltant de la Grand Village vora l'actual Natchez (Mississipi). Els francesos i els matchez es van aliar primer, però les hostilitats es van trencar a poc a poc quan els colons envaïren les terres natchez. Les primeres fonts per la llengua natchez són les cròniques d'Antoine-Simon Le Page du Pratz, un colon francès que va viure entre els natchez i va aprendre la seva llengua. Les seves cròniques contenen exemples de natchez tal com es parlava a principis de 1700. En 1729 els natchez es van revoltar i massacraren la colònia francesa de Fort Rosalie, i els francesos va respondre destruint tots els llogarets natchez. Els natchez restants fugiren en bandes disperses a viure entre els chickasaws, creeks i cherokees, a qui van seguir en el camí de les Llàgrimes quan la política de deportació de mitjans del segle xix els van obligar a traslladar-se a Oklahoma. A Oklahoma l'idioma es parlava sobretot a Abihka i Notchietown. La majoria dels parlants natchez eren multilingües en cherokee i creek, i com tradicionalment la llengua natchez es transmetia per línia materna, la barreja per matrimoni amb aquestes nacions va portar a una disminució dels parlants natchez.
En 1907 quan l'antropòleg John R. Swanton visità els natchez encara hi havia set parlants fluents, però en la dècada de 1930 quan la lingüista Mary R. Haas va fer el seu treball de camp només hi havia dos: Watt Sam (1876 - 1944) i Nancy Raven (1872-1957). En 1931 l'antropòleg Victor Riste va fer nombrosos cilindres de cera amb gravacions de Watt Sam parlant natchez, que foren redescoberts en la Universitat de Chicago en la dècada de 1970 pel nebot de Watt Sam, Archie Sam i el lingüista Charles Van Tuyl. Aquests són els únics registre de la llengua natchez parlada. Un dels cilindres és ara a la Biblioteca de Veu a la Universitat de Michigan.
El natchez és molt poc estudiat, a part de l'obra de Swanton i Haas i les primeres mencions dels cronistes francesos, ha estat discutit per Daniel Garrison Brinton qui publicà un article "On the Language of the Natchez" en 1873, i és breument esmenat per Albert Gallatin i Albert Pike. Un vocabulari compilat basat en les fonts franceses fou publicat per Charles van Tuyl en 1979. L'obra lingüística de principis del segle XXI ha estat portada a terme pel lingüista Geoffrey Kimball, que ha treballat sobre la base de notes de Haas i manuscrits no publicats.

## Descripció lingüística

### Fonologia
L'inventari consonàntic ve donat per (en cursiva s'indica l'ortografia pràctica usada):
|            | Bilabial | Alveolar | Palatal | Velar | Labiovelar | Glotal |
| ---------- | -------- | -------- | ------- | ----- | ---------- | ------ |
| Oclusiva   | p        | t        |         | k     | kʷ         | ʔ      |
| Africada   |          | c        |         |       |            |        |
| Fricativa  |          | s        |         |       |            | h      |
| Nasal      | M m      | N n      |         |       |            |        |
| Aproximant |          | L l      | Y y     |       | W w        |        |

On s'ha emprat la notació americanista per a /c/ (=AFI /ts/) i on /M, N, L, W, I/ denoten les contrapartides sordes de /m, n, l, w, i/.
El natchez distingeix 6 timbres vocàlics i a més tota vocal pot ser llarga o breu:
|         | Anterior       | Central | Posterior |
| Tancada | /i, ii/        |         | /u, uu/   |
| Mitjana | /e, ö, ee, öö/ |         | /o, oo/   |
| Oberta  |                | /a, aa/ |           |

### Comparació lèxica
La següent taula mostra els numerals en algunes llengües indígenes nord-americanes:
| GLOSSA | Atakapa Oc.[13]        | Atakapa Or.[14] | Natchez[15]  | Chitimacha[16][17] |
| ------ | ---------------------- | --------------- | ------------ | ------------------ |
| '1'    | tanuʔk                 | hannik          | wītã         | (h)unku            |
| '2'    | tsīk                   | hapalšt         | āwiti        | (h)upa             |
| '3'    | lāt                    |                 | nēti         | kahitie            |
| '4'    | himatoʔl               | tets            | kinawīti     | me(če)čant         |
| '5'    | nīt                    |                 | išpīti       | hussa              |
| '6'    | lāt tsīk               |                 | lāhanaʔoχ    | hatẽka             |
| '7'    | paχ(e)                 | paighu          | anʔkwa       | mīčeta             |
| '8'    | himatoʔl tsīk          |                 | apkatūpiš    | kweta              |
| '9'    | wōš išōlan / tegghuiau |                 | witipkatūpiš | kwičeta            |
| '10'   | wōš / heissign         |                 | ōkō          | heihetie           |

## Enllaços externks
- Natchez Nation language page
- OLAC resources in and about the Natchez language